# Kerben

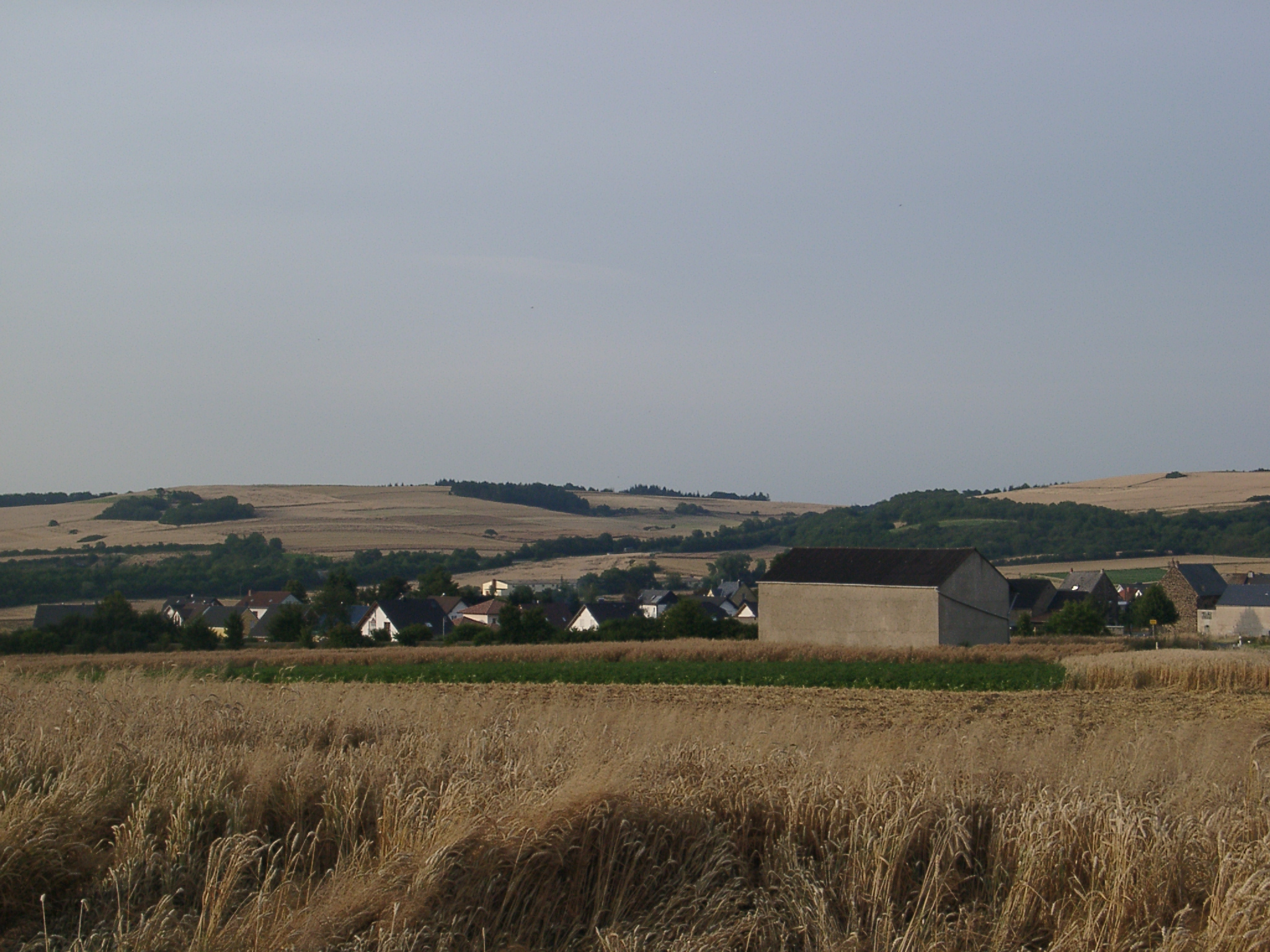
Ortsansicht

Kerben ist eine Ortsgemeinde im Landkreis Mayen-Koblenz in Rheinland-Pfalz. Sie gehört der Verbandsgemeinde Maifeld, die ihren Verwaltungssitz in der Stadt Polch hat.

## Geographie
Kerben liegt drei Kilometer östlich von Polch auf einem nach Norden und Westen abfallenden Bergrücken. Südwestlich erhebt sich der Kaaner Kopf (267 m ü. NHN). Naturräumlich lässt sich der Westen des Gemeindegebiets mit dem Hauptort der Niedermaifelder Senke zuordnen, der östlich und nordöstlich davon liegende Abschnitt der Niedermaifelder Höhe sowie der Karmelenberghöhe. Dort erreicht es mit knapp 325 m ü. NHN seinen höchsten Bodenpunkt, seinen niedrigsten an der nördlichen Gemeindegrenze unterhalb der Bundesautobahn 48. Zu Kerben gehört der östlich des Hauptorts gelegene Ortsteil Minkelfeld.
Kerben grenzt (im Uhrzeigersinn) an die Ortsgemeinden Ochtendung, Lonnig und Rüber sowie an die Stadt Polch.

## Geschichte
Kerben wird in einer Schenkungsurkunde im Jahr 981 erstmals als kerve erwähnt. In diesem Jahr schenkte der Trierer Erzbischof Egbert von Holland dem Paulinerstift in Trier ein Gut namens Kerve. Jedoch gaben heimatliche Funde bei Ausgrabungen Zeugnis über eine zu dieser Zeit längst vorhandene Besiedlung, die bis in die Steinzeit zurückreicht.
So wurden bei einer Bimsausbeute im heutigen Baugebiet Schirbedein im Jahr 1980 eine handmodellierte Töpfervase und mehrere Reibsteine gefunden, die Aufschluss darüber geben.
Im Gebiet von Kerben gab es viele vorgeschichtliche Funde; besonders aufsehenerregend war 1938 die Bergung einer Schere und eines Schwertes aus Gräbern der Bronzezeit am Kerbener Bahnhof. Auch die Römer haben ihre Spuren hinterlassen, wie Münzfunde mit dem Bild des Kaisers Augustus zeigen.
Der Ortsteil Minkelfeld wurde erstmals im Jahr 1148 mit dem damaligen Namen minchelue erwähnt.

## Politik

### Gemeinderat
Der Gemeinderat in Kerben besteht aus zwölf Ratsmitgliedern, die bei der Kommunalwahl am 9. Juni 2024 in einer personalisierten Verhältniswahl gewählt wurden, und der ehrenamtlichen Ortsbürgermeisterin als Vorsitzender.
Die Sitzverteilung im Gemeinderat:
| Wahl | WGG a             | WGD b             | WGE c             | Gesamt   |
| ---- | ----------------- | ----------------- | ----------------- | -------- |
| 2024 | 8                 | 4                 | –                 | 12 Sitze |
| 2019 | 7                 | –                 | 5                 | 12 Sitze |
| 2014 | per Mehrheitswahl | per Mehrheitswahl | per Mehrheitswahl | 12 Sitze |

### Bürgermeister
Carina Marhöfer wurde am 30. Juli 2024 Ortsbürgermeisterin von Kerben. Bei der Direktwahl am 9. Juni 2024 war sie als einzige Bewerberin mit einem Stimmenanteil von 88,0 % für fünf Jahre gewählt worden.
Marhöfers Vorgänger Helmut Eberz übte das Amt 35 Jahre aus und kandidierte bei der Wahl 2024 nicht erneut als Ortsbürgermeister.

### Wappen
| Wappen von Kerben | Blasonierung: „Von Silber über Blau geteilt, oben zwei rote schräg gegeneinander gestürzte Keile, unten eine weiße Feder mit weißer Papier- oder Pergamentrolle gekreuzt.“                                         |
| Wappen von Kerben | Wappenbegründung: Der obere Teil verweist auf den Patron St. Goar der Pfarrkirche in Kerben, während der untere Teil sich auf den Patron der Minkelfelder Kirche bezieht, die dem Evangelisten Markus geweiht ist. |

## Verkehr
Kerben liegt im Verkehrsverbund Rhein-Mosel. Die nächsten Bahnhöfe sind Lehmen und Kobern-Gondorf an der Moselstrecke Trier–Koblenz (jeweils 10 bis 11 km südöstlich von Kerben) sowie Thür an der Eifelquerbahn Kaisersesch–Andernach (12 km nordwestlich). Die Buslinie 353 des Koblenzer Verkehrs-Service bietet werktags direkte Verbindungen von Kerben nach Koblenz.
Im Norden des Gemeindegebietes verläuft die Bundesautobahn 48 Koblenz–Trier; die nächsten Anschlussstellen sind Polch und Ochtendung.

## Persönlichkeiten
Am 28. Januar 2025 wurde der ehemalige Ortsbürgermeister Helmut Eberz für seine 35-jährige Amtszeit und seine überragenden Dienste für die Gemeinde zum ersten Ehrenbürger von Kerben ernannt.